# Lollia (cràter)
Lollia és un cràter amb coordenades planetocèntriques de -36.86 ° de latitud nord i 243.02 ° de longitud est, sobre la superfície de l'asteroide del cinturó principal (4) Vesta. Fa 4.9 km de diàmetre. El nom adoptat com a oficial per la UAI el cinc de febrer de 2014. i fa referència a Lòl·lia Paulina (15-49), augusta romana.